# De grandes espérances (film, 1998)
Pour les articles homonymes, voir Les Grandes Espérances (homonymie).
Pour plus de détails, voir Fiche technique et Distribution.
De grandes espérances (Great Expectations) est un film américain réalisé par Alfonso Cuarón sorti en 1998.  
Il s'agit de la transposition à notre époque du roman de Charles Dickens Les Grandes Espérances, publié d'abord en feuilleton de décembre 1860 à août 1861 dans le magazine de Dickens All the Year Round, puis en trois volumes chez Chapman and Hall en octobre 1861. Quatre films avaient déjà adapté ce roman dans les années précédentes.

## Synopsis
Finnegan « Finn » Bell est un orphelin élevé en Floride par sa sœur Maggie et le conjoint de celle-ci, le pêcheur Joe. Finn est un dessinateur autodidacte talentueux. Un jour, il porte assistance à un évadé de prison, qui va cependant être repris un peu plus tard. 
Peu après, Joe et Finn se rendent au manoir d'une riche excentrique pour remplir un contrat de jardinage. Finn va devenir un familier de cette maison où il est le compagnon de jeu (ami ? domestique ?) d'une petite fille à la fois gentille et dominatrice, Estella. Devenu adolescent, il a l'occasion d'exposer des œuvres dans le cadre d'un mécénat d'entreprise. Puis Estella part brusquement à l'étranger faire des études ; déçu, Finn renonce à toute activité artistique.
Quelques années passent. Il est inopinément contacté par un avocat qui lui offre les moyens de se rendre à New-York pour exposer. Malgré ses réticences, il s'y rend, se remet à dessiner et finit par faire une vraie exposition. Il retrouve aussi Estella, fiancée, qui devient sa maîtresse, puis se marie. Il retrouve alors le fugitif de son enfance qui, devenu riche, lui révèle que c'est lui qui a tout fait pour qu'il devienne l'artiste qu'il devait être. Mais il est assassiné juste après en présence de Finn. 
Quelques années plus tard, revenu en Floride, il retrouve Estella, mère d'une petite fille, mais divorcée.

## Fiche technique
- Titre : De grandes espérances
- Titre québécois : Les grandes espérances
- Titre original : Great Expectations
- Réalisateur : Alfonso Cuarón
- Genre : Comédie dramatique
- Musique : Patrick Doyle
- Parolier : Steve Lawrence
- Distribution : UFD

## Distribution
- Ethan Hawke (VF : Bernard Gabay) : Finnegan  « Finn » Bell
- Gwyneth Paltrow (VF : Barbara Kelsch) : Estella
- Robert De Niro (VF : Jacques Frantz / François Siener [TV]) : le prisonnier / Arthur Lustig
- Hank Azaria (VF : François Chaix) : Walter Plane
- Chris Cooper (VF : Dominique Collignon-Maurin) : Oncle Joe
- Anne Bancroft (VF : Catherine Sola) : Mme Nora Dinsmoor
- Drena De Niro : Marcy

## Autour du film

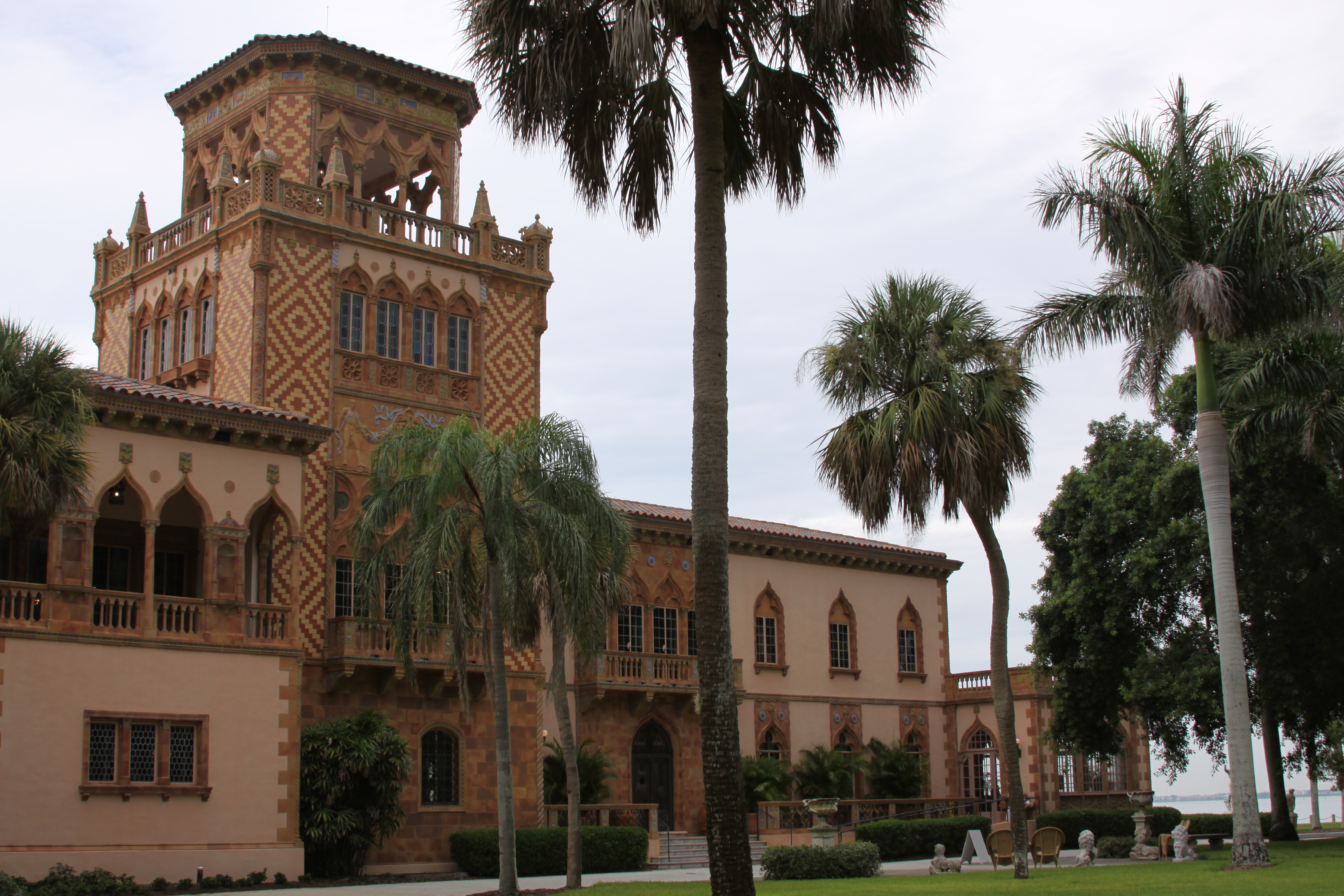
Cà d'Zan, la résidence de Mable et John Ringling, classée monument historique.

- La maison de Ms. Dinsmoor est le Cà d'Zan, demeure construite à Sarasota, Floride, en 1926 par le magnat du cirque John Ringling et sa femme Mable.
- Les portraits de Finn ont été dessinés, en 1998 pour Alfonso Cuaron, par le peintre Francesco Clemente : environs 200 pièces ; ils peuvent rappeler ceux d'Egon Schiele[réf. souhaitée].